# Campeonato Regional Hispanomarroquí
El Campeonato Regional Hispanomarroquí fue un torneo oficial de fútbol de España, organizado por la Federación Hispanomarroquí de Fútbol en el que participaban los clubes afiliados a esta. 
Se disputó anualmente entre 1932 y 1940, y desde 1934 servía para elegir al representante de la región en el Campeonato de España.

## Historia
El torneo se puso en marcha la temporada 1931/32, tras la creación de la Federación Hispanomarroquí de Fútbol, inicialmente compuesta únicamente por clubes de las ciudades de Ceuta y Tetuán, que fueron los únicos en participar en la edición inaugural. El torneo se disputó con un sistema de liga y tomaron parte trece equipos, repartidos en tres categorías. En la primera categoría, integrada por tres equipos, el Cultura Sport Ceutí se proclamó campeón, por delante del Ceuta FC y el Artillería, equipo militar de Ceuta.
La temporada 1932/33 el campeonato de primera categoría pasó a disputarse en dos fases. En la primera fase, diputada por un sistema de liga a doble partido, los participantes quedaron repartidos en dos grupos: la zona occidental (para los equipos de Ceuta, Tetuán, Tánger y Larache y la zona oriental (equipos de Melilla y la región del Rif). En la segunda fase los mejores clasificados de cada grupo debía enfrentarse en una liguilla final, también a doble partido, para dilucidar al campeón. Sin embargo, esa temporada los equipos orientales renunciaron a disputar su torneo por falta de tiempo, por lo que el campeón de la zona occidental, el Africa Sport Club, se proclamó campeón regional.
En noviembre de 1932 la Federación Hispanomarroquí ingresó en la Federación Española de Fútbol, lo que permitía que, a partir de ese momento, el vencedor de su campeonato regional participase en el Campeonato de España (actual Copa del Rey). Dicho campeonato regional se disputó repitiendo el formato establecido la temporada anterior. Tras celebrarse los campeonatos zonales, los dos primeros clasificados del zona occidental (Ceuta Sport y Africa Sport Club) y el primero de la zona oriental (CD Español de Melilla) disputaron la liguilla final. El Ceuta Sport -club resultante de la fusión del Cultura Sport Ceutí y el Ceuta FC- se proclamó campeón y se convirtió en el primer equipo norteafricano en participar en la Copa del Rey.
La temporada 1934/35 el Ceuta Sport revalidó el título, nuevamente por delante del Africa SC y del representante melillense, el Melilla FC. La siguiente temporada, la última antes del estallido de la guerra civil española, los clubes de Tetuán rompieron la hegemonía ceutí, finalizando el Athletic Club y el Español FC como campeón y subcampeón, respectivamente.
En 1939 la reconstituida Federación Española puso en marcha la primera competición nacional tras el paréntesis de la Guerra Civil: la Copa del Generalísimo, torneo continuador del Campeonato de España. Los participantes fueron decididos en campeonatos regionales aunque, debido a la reciente finalización de la contienda, no todas la federaciones territoriales pudieron enviar un participante. Aunque el Campeonato Hispanomarroquí no se disputó, el Ceuta Sport participó en el Campeonato Sur, finalizando por detrás del Sevilla FC y el Betis Balompié, que obtuvieron las dos plazas de acceso a la Copa del Generalísimo. Sin embargo, el club ceutí se benefició de una invitación para disputar el torneo, otorgada por la Federación Española "para premiar al deporte de nuestra zona de Protectorado en Marruecos, en la que se inició el Movimiento que ha salvado a la Patria".
La temporada 1939/40 se disputó la última edición del Campeonato Regional Hispanomarroquí. El Ceuta Sport se confirmó como equipo más laureado de la competición, logrando su tercer título, al superar en la liguilla al Tánger FC y al Africa Sport Club.

## Palmarés
| Temporada                   | Campeón                          | Resultado                        | Subcampeón                       | Notas                                                                      |
| Campeonato Hispano-Marroquí | Campeonato Hispano-Marroquí      | Campeonato Hispano-Marroquí      | Campeonato Hispano-Marroquí      | Campeonato Hispano-Marroquí                                                |
| --------------------------- | -------------------------------- | -------------------------------- | -------------------------------- | -------------------------------------------------------------------------- |
| 1931-32                     | C. S. Ceutí                      |                                  | Ceuta F. C.                      | África Sport Club y Moghreb Fútbol Club vencedores de 2.ª y 3.ª categoría. |
| 1932-33                     | África S. C.                     |                                  | Santa Bárbara-Europa F. C.       |                                                                            |
| 1933-34                     | Ceuta Sport                      |                                  | África S. C.                     |                                                                            |
| 1934-35                     | Ceuta Sport                      |                                  | África S. C.                     |                                                                            |
| 1935-36                     | A. C. Tetuán                     |                                  | Español F. C.                    |                                                                            |
| 1936-37                     | No disputado por la Guerra Civil | No disputado por la Guerra Civil | No disputado por la Guerra Civil | No disputado por la Guerra Civil                                           |
| 1937-38                     | No disputado por la Guerra Civil | No disputado por la Guerra Civil | No disputado por la Guerra Civil | No disputado por la Guerra Civil                                           |
| 1938-39                     | Ceuta Sport                      |                                  |                                  |                                                                            |
| 1939-40                     | Ceuta Sport                      |                                  | Tánger FC                        |                                                                            |

### Copa Municipal
- 1921-22 : Ceuta Sport (1)
- 1923-24 : Ceuta Sport (2)
- 1924-25 : Cristina Sport (1)
- 1925-26 : Ceuta Sport (3)
- 1928-29 : C. S. Ceutí (1)
- 1929-30 : Villajovita Futbol Club (1)
- 1930-31 : C. S. Ceutí (2)
- 1931-32 : C. S. Ceutí (3)